# Париж. Почему Маяковский?..
«Париж. Почему Маяковский?..» — советский документально-публицистический телефильм 1981 года о поэте Владимире Маяковском, снятый режиссёром Виктором Лисаковичем и журналистом Георгием Зубковым, который за сценарий этого фильма был удостоен Государственной премии СССР (1982).

## Содержание
Репортаж с парижской выставки, посвящённой творчеству Владимира Маяковского, где автор фильма, журналист Георгий Зубков, встречается с представителями культуры, например с Надей Леже, и обычными парижанами и справшивает их, почему их интересует этот поэт. Одновременно рассказывается о посещениях поэтом Парижа, в который он приезжал восемь раз. Показаны места города, связанные с поэтом. Звучат его стихи из цикла «Париж» и очерки о городе.

## Съёмки
Журналист Георгий Зубков работал в Приже в 1972—1981 годах, снимая сюжеты для программ «Время» и «Международная панорама». В то десятилетие были расцвет дружеских отношений между СССР и Францией, в которой после «Красного мая» 1968 года наблюдался подъём левых сил, возник интерес к творчеству Маяковского:

Это фильм — исследование, которое слагалось из многолетних кинонаблюдений, которые я вёл с операторами. Поначалу многое снималось без расчёта на фильм, но постепенно отдельные факты сложились в определённое явление. Режиссёр Виктор Лисакович помог обратить документ в художественное зрелище.

## Критика
В 2013 году, давая оценку только что вышедшему сериалу-биографии «Маяковский. Два дня», журналисты-поэты Евгений Лесин, Андрей Щербак-Жуков отметили, что и этот документальный фильм 1981 года хотя и немного затянут, но по-прежнему сильная и интересная работа:

Про чудесные виды Парижа под стихи Маяковского. Причем Басилашвили читает хорошо …. Хотя в целом — да, немного затянуто, и финал: очевидный, напрашивающийся, именно такого и ждешь. Я хотел бы, читает ленинградский актер, жить и умереть в Париже, если б не было такой земли Москва. Предсказуемо, но трогает.